# Торжок
Торжок (рус. Торжок) град је на северозападу европског дела Руске Федерације и један од 5 градских округа у Тверској области. Уједно је и административни центар Торжочког рејона који се налази у централном делу Тверске области.
Према попису становништва из 2010. у граду је живело 47.644 становника, док је према проценама националне статистичке службе Русије 2014. град имао око 46.950 становника. Укупна површина градске територије је 58,8 km².
Административни статус града Кимри носи од 16. јуна 1917. године.

## Географија
Град Торжок смештен је у источним деловима Валдајског побрђа, на обалама реке Тверце, леве притоке реке Волге. Налази се на око 64 km северозападно од административног центра области града Твера, и на око 240 km северно од главног града земље Москве. Градско средиште налази се на надморској висини од 165 m.
Кроз град пролази национални аутопут који повезује Москву и Санкт Петербург. Торжок је и важна раскрсница железничког саобраћаја.

## Историја
Иако се насеље Торжок у писаним изворима први пут помиње 1139. године, претпоставља се да је сам град знатно раније настао, вероватно су га на прелазу из IX у X век основали новгородски трговци (и то на месту где се у реку Тверцу улива поток Здоровац). Торжок је тако од најранијих времена почео да се развија као трговачко насеље, а током историје био је познат и као Торг, Нови Торг и Торжец. Због свог великог трговачког значаја Торжок је током XIII века опасан каменим зидинама и насипима и претворен у право утврђење.
Важан извор историјских онформација о граду су и бројни натписи на кори брезе карактеристични за цели средњи век у том делу Европе. По броју таквих натписа, а сачувано их је 19, Торжок се налази на трећем месту у Русији, после Великог Новгорода и Старе Русе.
Од 21. фебруара до 5. марта 1238. град је био под опсадом војске Златне хорде, а иако је на крају пао под власт Монгола отпор који су торжочки књазови пружили онемогућио је на крају монголско-татарске хорде да заузму Новгород. И током наредних година у сукобима између локалних књазова град је у више пута рушен, а највећа разарања доживео је 1372. од стране тверског књаза Михаила Александровича. Том приликом је у потуности урушен камени кремљ (касније су га заменили дрвени бедеми, а коначно уништење утврђења уследило је 1742. када су поравнати и земљани бедеми).
Године 1478. Торжок је заједно са целом новгородском земљом постао делом Московске кнежевине. Касније је основан Новоторжочки округ са седиштем у Торжоку. Године 1775. Торжок добија административни статус окружног града у границама тадашњег Тверског намесништва (1796. преименованог у Тверску губернију).
Према подацима са сверуског пописа становништва из 1897. у граду је живело 12.743 становника, адве године касније ту је деловао чак 21 производни погон (најважнији су били парни млин за жито и кожара). Град је био познат и по изради чипке и по везовима од злата и сребра на свили и сомоту. Град је тада имао 29 цркава, болницу и 10 школа.
Совјетска власт у граду успостављена је почетком новембра 1917. године, а од 1929. године Торжок постаје административним центром новооснованог Новоторжочког рејона.
У граду се налази касарна и центар за обуку Ратног ваздухопловства РФ (рус. 344 Центр боево́й подгото́вки и переу́чивания лётного соста́ва арме́йской авиа́ции) основан 1979. године. Војници из овог центра учествовали су у бројним међународним мировним мисијама, између осталих и на подручју Југославије током 1990.их година.

## Демографија
Према подацима са пописа становништва 2010. у граду је живело 47.644 становника, док је према проценама националне статистичке службе за 2014. град имао 46.950 становника.
| 1939.  | 1959.  | 1970.  | 1979.  | 1989.  | 2002.  | 2010.  | 2014.  |
| ------ | ------ | ------ | ------ | ------ | ------ | ------ | ------ |
| 29.300 | 34.921 | 45.443 | 47.214 | 49.982 | 48.967 | 47.644 | 46.950 |

## Градске знаменитости
Град Торжок је познат по бројним културно-историјским споменицима (њих око 400) и убраја се међу градове од историјског значаја Руске Федерације. Неки од најважнијих културно-историјских споменика у граду су:
- Борисоглебски манастир (рус. Борисоглебский монастырь), основан 1038. године и један од најстаријих православних манастира у Русији;
- Старовознесењска црква (рус. Старовознесенская церковь) из XVII века;
- Воскресењски манастир (рус. Воскресенский монастырь) из XVI века;
- Саборна црква Преображења Господњег из 1822. године

### Знаменити Торжочани
- Николај Љвов (1751—1803) — руски архитекта
- Александар Воскресенски (1809—1880) — хемичар
- Михаил Бакуњин (1814—1876) — руски револуционар, филозоф и анархиста
- Алексеј фон Јавленски (1864—1941) — руски сликар експресиониста

|                        |                        |                              |
| Борисоглебски манастир | Старовознесењска црква | Воскресењски манастир (1910) |